# I Can't Get Over You/Cuckoo
I Can't Get Over You/Cuckoo è il secondo singolo del 1966 dei The Monks.

## Tracce
Lato A
1. I Can't Get Over You – 2:43 (Gary Burger/Larry Clark/Dave Day/Roger Johnston/Eddie Shaw)

Lato B
1. Cuckoo – 2:40 (Gary Burger/Larry Clark/Dave Day/Roger Johnston/Eddie Shaw)